# Giuseppe De Bellis
Giuseppe De Bellis, noto anche con lo pseudonimo di Beppe Di Corrado (Castellana Grotte, 5 novembre 1977), è un giornalista italiano, direttore di Sky TG24 dal 1º gennaio 2019.

## Biografia
Ha scritto di calcio su Il Foglio con gli pseudonimi Anonimo Pallonaro e Beppe Di Corrado. Con quest'ultimo nome ha anche scritto alcuni libri, fra cui Doppio passo, vincitore nel 2006 del premio Coni per la narrativa sportiva..

Nel 2001 entra al quotidiano il Giornale come stagista allo sport, fino a giungere a essere caporedattore prima delle Cronache e poi degli Esteri.
È stato inviato negli Stati Uniti per i più importanti eventi politici e di costume come le elezioni presidenziali del 2008 e quelle del 2012. Nel 2006 ha svolto un aggiornamento professionale al New York Sun.
Nel 2014 ha fondato la rivista sportiva Undici. È stato vicedirettore (dal 2011) e condirettore (dal 2016) de il Giornale.
Dal marzo al dicembre 2017 è stato direttore di GQ Italia.
Dal 15 gennaio 2018 è condirettore vicario di Sky Sport con delega a Sky Sport 24 e al sito Skysport.it. Il 1º gennaio 2019 lascia gli incarichi precedenti per assumere la direzione di Sky TG24. A fine luglio 2025, diventa Executive Vice President Sport, News and Entertainment di Sky Italia, nuova carica che raggruppa le direzioni di SkyTG24, Sky Sport, e i contenuti di intrattenimento pay e free.

## Opere
Come Beppe Di Corrado
- Doppio passo. Storie allo specchio di nove coppie del pallone, Limina Edizioni, 2006.
- Tutta colpa di Paolo Rossi. Il romanzo del calcio italiano. Da Spagna '82 a Germania 2006 e oltre, Piemme, 2008.
- Sopra la panca. Perché senza allenatori il calcio non sarebbe lo stesso, Piemme, 2009.

Come Giuseppe De Bellis
- La prima volta. Perché dal 2008 l'America non sarà più la stessa, Limina Edizioni, 2008.
- Antonio Cassano. Tutti i peccati di Fant'Antonio, Aliberti, 2010.
- Mr President, Barbera, 2013.